# Halichondria pelliculata
Halichondria pelliculata är en svampdjursart som beskrevs av Ridley och Arthur Dendy 1886. Halichondria pelliculata ingår i släktet Halichondria och familjen Halichondriidae. Inga underarter finns listade i Catalogue of Life.